# أدب كوستاريكي

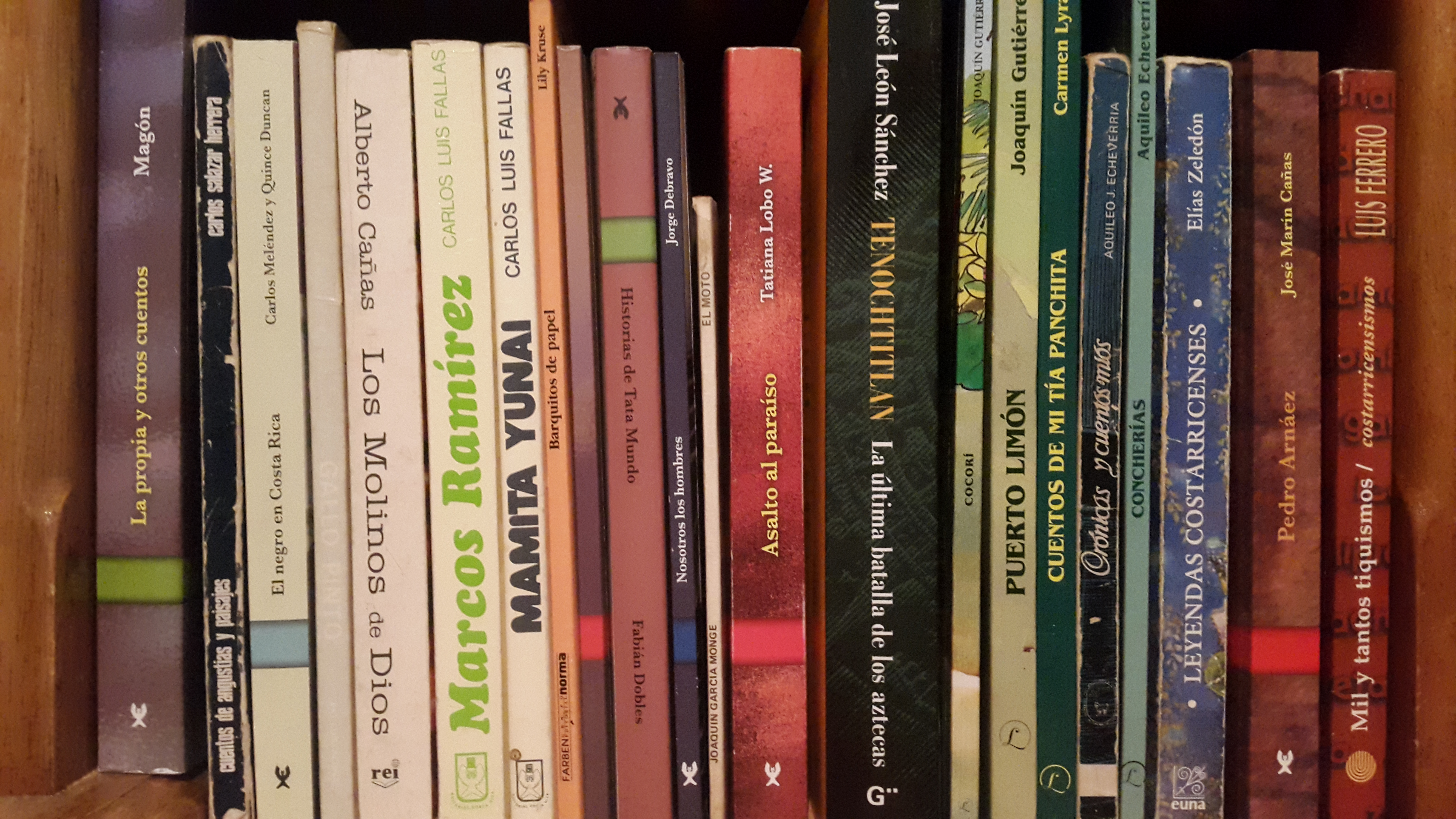

إنَّ للأدب الكوستاريكي جذورًا في الاستعمار جعلتهُ يتأثر وبقوّة بالأدبِ الأوروبي فضلًا عن تأثرهِ بالكتاب الكوستاريكيين الأولين – وبخاصّةٍ أولئك الذين نشطوا في نهاية القرن التاسع عشر – الذين يعودُ لهم الفضلُ بالأساسِ في خلقِ هذا الأدب.

## التسلسل الزمني
حاليا، التسلسل الزمني الأكثر قبولًا للأدب الكوستاريكي هو الذي اقترحه الأستاذ ألفارو كيسادا سوتو. وفقًا لسوتو، فمن أول المنشورات الأدبية في كوستاريكا في نهاية القرن التاسع عشر، حتى الآن، هناك خمس فترات أدبية، تسمى تقليديًا «أجيال». ومع ذلك، فإن هذه الفترات ليست «أجيال» بالمعنى الأدبي التقليدي. وهكذا، فإن فترات الأدب الكوستاريكي على النحو التالي. 

### جيل أوليمبوس (1890-1920)
تميّزُ أدب هذا العصر بتوجه الكُتَّاب نحوَ توحيد الوعي الوطني. هذه قائمة مُصغَّرة بأشهر كتاب هذه الفترة:
- مانويل أرجويلو مورا
- مانويل دي خيسوس خيمينيز
- بيو فيكيز
- روبرتو برينز ميسين
- أكويليو إيشفيريا
- ريكاردو فرنانديز غوارديا
- كارلوس جاجيني
- مانويل جونزاليس زيلدون

### جيل العشرينيات (1920-1940)
ظهر هذا الجيل في عشرينيات القرن العشرين؛ وكان يُعرف حينها باسمِ «جيل المراسلين» وقد سُمِّي بهذا الاسم نسبةً لمجلة مراسلي أمريكا (بالإسبانية: Repertorio Americano)‏. خلال تلك الفترة؛ كانت تمرُّ المنطقة بعددٍ من الأزمات وهو ما أثر على أدب ذلك العصر الذي تميَّز بظهورِ أساليب جديدة كالأسلوب الكوميدي أو الفكاهي والأسلوب المحاكي والساخر وما إلى ذلك. هذه قائمة أبرز كتاب هذه الفترة في كوستاريكا: 
- خواكين غارسيا مونجي
- عمر دنغو
- كارمين لايرا
- ماريو سانشو
- ماكس خيمينيز

### جيل الأربعينيات (1940-1960)
خلال هذه الحقبة؛ عرفت كوستاريكا نوعًا من الديمقراطية التي تزامنت مع إصلاحات اجتماعية كبرى ومع ظهورِ تعاريف ومافهم جديدة للدولة. بدأ كتاب كوستاريكا في الكتابة في موضوعات أدبية رئيسية وحاولوا معالجة عددٍ من المشاكل الاجتماعية بما في ذلك قضيّة توزيع الأراضي. لقد تميز جيل الأربعينيات بالواقعية وتناولت أعمالهم قضايا الأرض والدولة وحيازة الأراضي، وكان من بين هؤلاء الكتاب خواكين جوتيريز، (بويرتو ليمون ومورامونوس فيدريكو وتانداس هيرمانو)، كارلوس لويس فالاس (ماميتا يوناي)، ليون باتشيكو (لوس بانتانوس ديل إنفييرنو)، خوسيه مارين كانياس (إل إنييرنو فيردي).
هذه قائمة جديدة بأبرز كتاب كوستاريكا في تلك الفترة
- خوسيه باسيليو أكونيا
- إسحاق فيليبي أزوفييفا
- فابيان دوبليس
- كارلوس لويس فالاس
- خواكين غوتيريز
- جولييان مارتشينا
- يولاندا أوريمونو
- خوسيه مارين كاناس
- كارلوس لويس سانز
- كارلوس سالازار هيريرا
- مويس فينسينز

في ثلاثينيات وأربعينيات القرن العشرين؛ وضع جيلٌ جديدٌ من الكتاب وخاصة الشعراء مسارًا جديدًا للأدب. لقد عُرف هؤلاء باسمِ «جيل الطليعة» وقد تمَّ تجاهلُ حركتهم في دراسة الأدب الأمريكي اللاتيني على الرغم من أنه من المسلم به أن حركة كوستاريكا كانت أصغر وأقل تأثيراً على المستوى الدولي مقارنةً بحركة البلدان الأخرى. من بين الكتاب البارزين في هذه الحركة كان ماكس جيمينيز وخوسيه مارين كاناس وفرانسيسكو أميجيت. تزامنت هذه الحركة الأدبية مع حركة الطليعية في الفنون المرئية التي طورها فنانين مثل فرنسيسكو زونيغا، خوان مانويل سانشيز وخوان رافائيل شاكون.

### جيل الستينات (1960-1980)
في ذاك الوقت؛ بدأَ التحديثُ والتصنيع في كوستاريكا فساد هذا النوعُ من الأدب أيضًا؛ وهذه قائمة صغيرة أخرى حول أبرز كتاب كوستاريكا في تلك الفترة.
- ألبرتو كاناس
- خورخي شاربينتييه
- دانيال جاليجوس
- فرجينيا غوتر
- كارمن نارانجو
- يونيس أوديو
- صموئيل روفينسكي
- خوسيه ليون سانشيز
- لوريانو ألبان
- جولييتا دوبليس
- خورخي ديبرافو
- ألفونسو تشيس

جيل السبعينيات هو مجموعةٌ من الروائيين الذين انتقدوا استنفاد المشروع السياسي الذي تم تنفيذه بعد تأسيس الجمهورية الثانية بعد نهاية الحرب الأهلية عام 1948؛ ويشملُ مؤلفين مثل كارمن نارانجو، جيراردو سيزار هورتادو، كوينس دونكان وألفونسو تشيس.
دائرة شعراء كوستاريكا (بالإسبانية: círculo de poetas costarricenses)‏ هي مجموعةٌ من الشعراء أسسها خورخي ديبرافو ولوريانو ألبان في أوائل الستينيات؛ وقد نشرت هذه المجموعة من الشعراء مانيفيستو عام 1977 وقَّعهُ كل من لوريانو ألبان، جوليتا دوبليس، كارلوس فرانسيسكو مونجي ورونالد بونيلا.

### جيل الثمانينيات (1980 - حاليًا)
بدأت فترة جديدة من الأدب الكوستاريكي في الثمانينيات؛ حيثُ برز الأدب الكوستاريكي إلى حدٍ ما مُتخليًا عن الواقعية وظهرت أشكال جديدة من الكتابة ما أدى إلى ظهور عددٍ من الكتاب؛ ومع ذلك فقد مالت معظم الأعمال إلى الانسجامِ معَ السياق المجتمعي عبر مناقشة خيبة الأمل في نموذج الدولة الذي قدَّمهُ السياسيون الكوستاريكيون.

## التاريخ

### البداية
وفقًا لألفارو كيسادا؛ فقد «كان تكوينُ الأدب القومي في كوستاريكا مماثلاً لتشكيل وتكوّنِ الأدب القومي في بلدان أمريكا اللاتينية الأخرى ولا سيما أمريكا الوسطى.» لقد شكَّلت هذه العملية جزءًا من جهدٍ أوسع «لبناء أمّة» بكامل مقوماتها بما في ذلك الثقافية والأدبية منها. برز في هذه الفترة؛ عددٌ من الكتاب والمؤلفين الذين تعودُ مؤلفاتهم للقرنِ التاسع عشر ولعلّ أبرزهم أكويليو إشيفييرا وليسيماكو شافييرا وكتاب آخرين من جيل أوليمبوس ككارلوس چاجيني وريكاردو فيرنانديز جوارديا؛ ومع ذلك لا يمكن أن الحديث عن أدبٍ كوستاريكي موحدٍ ومتماسكٍ حتى القرن العشرين.

### القرن العشرين
استمر الأدب الكوستاريكي في القرن العشرين في التأثر بالأدب الأوروبي؛ وقد مثل الأدب في بداية هذا القرن مرحلةً جديدةً في الحياة الثقافية في كوستاريكا. في ذاك الوقت؛ لم تكن الحداثة ذات تأثيرٍ كبيرٍ على الرغم من إقامة روبين دارييو في البلاد حيث كتب قصائد ومقالات نُشرت في عدّة صحف محلية. في الواقع؛ لم تكنِ الحداثة مُهمَّة في كوستاريكا بقدر أهميتها في بلدان أمريكا اللاتينية الأخرى، ومع ذلك فقد وصلت الحداثة متأخرةً بشكل خاص في الشعر. يمكن رؤية الحداثة مختلطةً مع الموضوعات الوطنية بقدر ما يُمكن رؤيتها في أعمال كتابٍ آخرين تأثروا بها بمن فيهم فرنانديز غوارديا فيما عارضها آخرون وعلى رأسهم جاجيني وماجون. 
ابتداءً من عشرينيات القرن العشرين؛ حصلَ تحولٌ في خطاب الأدب الحداثي في كوستاريكا حيث ركَّز الكتاب على الواقع بدل الخيال وبدأوا في نقلِ صورة الداخل بدل الحديث عن الخارج ومع ذلك فقد استمرَّ كتاب آخرين في التركيز على الأدب التخيلي ونتيجةً لذلك ظهرت شخصيات وبيئات من الأساطير اليونانية، الرومانية وكذا الألمانية. 
استمر الحداثيون الجدد في استخدام أسلوبهم المعتاد؛ وهذه المرة بمحتوى مختلف. من بين الشعراء البارزين في هذا العصر كانَ روبرتو برينز ميسين، روجيليو سوتا، ليسيماكو شافاريا، رافائيل كاردونا، رافائيل استرادا، كارلوس لويس ساينز، و‌جولييان مارتشينا ويُعتبر هذا الأخير أحد أهم الكتاب في البلاد على الرغم من تأليفهِ كتابًا واحدًا فقط نُشر في عام 1941 عندما أصبحت الحداثة قديمة في البلدان التي كانت قد احتلتها إسبانيا فيما قبل.

### جيل التسعينات
كان جيل التسعينات عبارةٌ عن مجموعة من كتاب أواخر القرن التاسع عشر وأوائل القرن العشرين. شهدت هذه الفترة صعود فكرة الليبرالية والتي تسببت في تغييرات كبيرة في الهياكل الاجتماعية. على الرغمِ من تمازج روايات هذا العصر مع الحداثة؛ فقد قدم جيل التسعينيات سردًا للشخصيات التي تُعادي الإمبريالية ولم يُركّزوا على الشخصيات المستوحاة من الخرافات أو من تقاليد كوستاريكا. كانت كتبهم أولُ أعمال الاحتجاج الاجتماعي ضد القيم الأخلاقية القديمة في فترة حكم القلة؛ والقيم الجديدة التي جلبها رجال الأعمال وخاصة من الولايات المتحدة و«خضوع» القادة السياسيين المحليين؛ لكن انتقادهم كان اجتماعيًا بطبيعته ولم يتخذ شكل معارضةٍ سياسية. من الأمثلة على هذه الحركة رواية بنات الحقل (بالإسبانية: Las hijas del campo)‏ ورواية الدراجات الناريّة (بالإسبانية: El moto)‏ للكاتب خواكين جارسيا مونغ والتي تنتقد بشدة المجتمع الريفي القديم وأوليغارشية زعماء القرية بالإضافةِ إلى رواية الشجرة المريضة (بالإسبانية: El rbol enfea La Caída del águila)‏ من تأليف كارلوس جاجيني التي يحذر فيها من خطر النفوذ الأجنبي. 

### أواخر القرن العشرين
يُقصد هنا بكُتاب أواخر القرن العشرين الكتاب الذين ولدوا قبل عام 1965، ونُشرت أعمالهم بعد عام 1990 مثل خورخي أرويو، رودولفو ارياس فورموسو، أدريانو كوراليس أرياس، أناكريستينا رُوسِي، فرنسيسكو رودريغيز بارينتوس، أوزفالدو صوما، غييرمو فرنانديز الفاريز، رودريغو سوتو، كارلوس كورتيس، خورخي أرتورو، فيرنور مونيوز، تاتيانا لوبو، أورييل كيسادا، أنا إستار، خوسيه ماريا زونتا، هوغو ريفاس (متوفى)، ويلبرت بوجانتيس، خوسيه ريكاردو تشافيس، دوريليا باراهونا، فرناندو كونتريراس كاسترو، كارلوس موراليس وألكسندر أوباندو. 
من بين الشعراء الذين ولدوا بعد عام 1965 والذين نُشرت أعمالهم بعد عام 1990 خوان أنتيلون، موريسيو مولينا ديلجادو، ديفيد مارادياجا، لويس تشافيس، ملفين أغيلار، ماريا مونتيرو، إستيبان أوريانا، جانيت أميت، جوليو أكونيا (متوفى)، ألفريدو تريخوس، خوان برنال، غوستافو سولورانو ألفارو، موريسيو فارغاس أورتيغا، أليخاندرا كاسترو، باتريك كوتر، فيليبي جرانادوس (متوفى)، باولا بيدرا، لورا فوينتيس، كاميلا شوماهر، ديفيد كروز، فيفيان كروز، أليخاندرو كورديرو، ويليام إدوارتي ولويس شاكون.
هناك أيضًا قائمة الكتاب الذين يتخصصون في الكتابة التخيليّة والذين وُلدوا بعد عام 1965 ونُشرت أعمالهم بعد عام 1990 وهم إيربيرتو رودريغيز، موريسيو فينتاناس، كاتالينا موريللو، مانويل مارين، جيسيكا كلارك كوهين، خوان موريللو، لورا كيخانو، علي فيكيز خيمينيز، ماركو كاسترو، ماريو ليون، غييرمو باركيرو، أنطونيو شامو، خيسوس فارغاس غاريتا، غوستافو أدولفو تشافيس، كارلوس ألفارادو، ألبان مورا، ديفيد إدوارت، دييغو مونتيرو وموريسيو تشافيز ميسين.

## كبار الكتاب
لقد برز في كوستاريكا عددٌ من الكتاب الذي صُنِّفوا في «قائمة الكبار» بمن فيهم روبرتو برينيس ميسين، كارمين لايرا مؤلفة كتاب كوينتوس دي مي تيا بانتشيتا، كارلوس لويس فالاس سيبايا معَ رواية ماميتا يوناي وجنتيس إي جينتيسيلاس ومي مادرينا وماركوس راميريز، ثمَّ فابيان دوبليس، مع رواية موقع العراء (بالإسبانية: El sitio de las abras)‏، وخواكين غوتيريز مع روايات الكثيرة من بينها بويرتو ليمون ومورامونوس وفيدريكو، وتي أكورداس وهيرمانو وكذا الكاتبة يولاندا أوريامونو مع روايتها طريقُ الهروب (بالإسبانية: La ruta de su evasión)‏ وكارلوس سالازار هيريرا مع رواية حكايات من الكرب والمناظر الطبيعيّة (بالإسبانية: Cuentos de angustias y paisajes)‏، ويونيس أوديو مع مجموعته الشعرية عبور النار (بالإسبانية: Tránsito de fuego)‏ وإسحاق فيليبي أزوفييفا مع كتاب سيما دل جوزو.
هناك أيضًا جولييان مارتشينا مع مجموعته الشعرية الوحيدة أجنحة على المدى (بالإسبانية: Alas en fuga)‏ وخوسيه ليون سانشيز مع رواية وحيدًا في جزيرة الرِّجال (بالإسبانية: La isla de los hombres solos)‏ وآنا أنتيلون مع مجموعات شعرية كثيرة وجورج ديبرافو مع مجموعات شعرية لعلّ أشهرها نحنُ الرجال (بالإسبانية: Nosotros los hombres)‏ ولوريانو ألبان مع الكثيرِ من كتبه بما في ذلك ورثة الخريف (بالإسبانية: Herencia del otoño)‏. من بين المؤلفين الذين نُشرت أعمالهم في السبعينيات والثمانينيات هناك رودولفو آرياس، خورخي أرويو، كارلوس كورتيس، آنا إستارو، ميا غاليغوس، كارلوس فرانسيسكو مونجي، رودريغو كويروس (1944–1997)، ألفريدو تريجوس، أناكريستينا روسي، خوان كارلوس أوليفاس، رودريغو سوتو، أوزفالدو صوما، ميلتون زاراتي، خوان أنتيليون وغيرهم.